# جون فوكس
جون فوكس (بالإنجليزية: John Foxe)‏ (1517 - 18 أبريل 1587)، مؤرخ ورجل دين إنجليزي، اشتهر بتسجيله لتاريخ شهداء المسيحية على مر التاريخ الغربي، وبالأخص معاناة الإنجليز البروتستانت من القرن الرابع عشر، حتى عهد الملكة ماري الأولى. اعتمد المصلحون الإنجليز على الكتاب في تشكيل الرأي العام الإنجليزي المعادي للكاثوليكية لعدة قرون.

## روابط خارجية
- جون فوكس على موقع الموسوعة البريطانية (الإنجليزية)
- جون فوكس على موقع إن إن دي بي (الإنجليزية)